# Witvingrondel
De witvingrondel (Romanogobio belingi) is een straalvinnige vissensoort uit de familie van de eigenlijke karpers (Cyprinidae). De wetenschappelijke naam van de soort is voor het eerst geldig gepubliceerd in 1934 door Slastenenko.
De witvingrondel is een (waarschijnlijk) exotische vissoort, die op 12 juni 2004 in het stroomgebied van de Rijn als nieuwe soort voor Nederland werd ontdekt. De vis komt nu zeer veelvuldig voor in de Rijn en de Rijntakken. Het is lastig na te gaan of het een inheemse soort betreft die nooit als zodanig is opgemerkt, of dat het een recente aanwinst is voor onze fauna. De soort heeft zich mogelijk na de aanleg van het Main-Donaukanaal naar Nederland uitgebreid.
De Witvingrondel lijkt sterk op de riviergrondel. De witvingrondel is te onderscheiden van de riviergrondel door de aanwezigheid van kieltjes op de schubben op de rug van witvingrondel; de riviergrondel heeft deze niet.

## Verspreiding
De witvingrondel is in 2004 voor het eerst in Nederland geconstateerd. Waarschijnlijk is de witvingrondel langere tijd over het hoofd gezien door zijn gelijkenis met de riviergrondel. In 2007 is vast komen te staan dat de wintvingrondel in de grote Nederlandse rivieren algemeen voorkomt. Daarbuiten is de soort nog niet waargenomen.
De soort prefereert langzaam stromende wateren met een zandige bodem. Het voedsel bestaat uit kleine ongewervelden, zoals insectenlarven, die ’s nachts in en op de bodem met behulp van de bekdraden worden gezocht. De witvingrondel heeft een nachtelijke levenswijze en houdt zich overdag in de hoofdstroom van de rivier op.
De paai vindt plaats in mei tot en met juli in langzaam stromend water. In deze periode wordt door een vrouwtje tot viermaal toe gepaaid met intervallen van enkele weken.

## Bescherming
De witvingrondel werd voorheen Gobio albipinnatus genoemd, maar is door recent taxonomisch inzicht opgesplitst in Romanogobio albipinnatus en R. belingi. G. albipinnatus is opgenomen in bijlage 2 van de Habitatrichtlijn, zodat deze status nu ook geldt voor R. belingi. De bescherming in de Habitatrichtlijn geldt alleen voor het oorspronkelijke verspreidingsgebied. De soort is derhalve wel beschermd in de Flora- en faunawet. De soort heeft geen status op de Rode lijst.